# Drugi rząd Pandelego Majki
Drugi rząd Pandelego Majki – rząd Albanii od 21 lutego 2002 do 31 lipca 2002.

## Skład rządu
| #  | Funkcja                                            | Portret | Imię i nazwisko          | Kadencja       | Kadencja      | Partia polityczna | Partia polityczna                    |
| #  | Funkcja                                            | Portret | Imię i nazwisko          | Od             | Do            | Partia polityczna | Partia polityczna                    |
| -- | -------------------------------------------------- | ------- | ------------------------ | -------------- | ------------- | ----------------- | ------------------------------------ |
| 1  | Premier                                            |         | Pandeli Majko (1967–)    | 21 lutego 2002 | 31 lipca 2002 |                   | Socjalistyczna Partia Albanii        |
| 2  | Wicepremier                                        |         | Skënder Gjinushi (1949–) | 21 lutego 2002 | 31 lipca 2002 |                   | Socjaldemokratyczna Partia Albanii   |
| 3  | Minister finansów                                  |         | Kastriot Islami (1952–)  | 21 lutego 2002 | 31 lipca 2002 |                   | Socjalistyczna Partia Albanii        |
| 4  | Minister stanu ds. integracji europejskiej         |         | Marko Bello (1961–)      | 21 lutego 2002 | 31 lipca 2002 |                   | Socjalistyczna Partia Albanii        |
| 5  | Minister robót publicznych i turystyki             |         | Fatmir Xhafa (1961–)     | 21 lutego 2002 | 31 lipca 2002 |                   | Socjalistyczna Partia Albanii        |
| 6  | Minister rolnictwa i żywności                      |         | Agron Duka (1958–)       | 21 lutego 2002 | 31 lipca 2002 |                   | bezpartyjny                          |
| 7  | Minister edukacji i nauki                          |         | Luan Memushi (1951–)     | 21 lutego 2002 | 31 lipca 2002 |                   | Socjalistyczna Partia Albanii        |
| 8  | Minister energii i przemysłu                       |         | Viktor Doda (1955–)      | 21 lutego 2002 | 31 lipca 2002 |                   | Socjalistyczna Partia Albanii        |
| 9  | Minister spraw zagranicznych                       |         | Arta Dade (1953–)        | 21 lutego 2002 | 31 lipca 2002 |                   | Socjalistyczna Partia Albanii        |
| 10 | Minister środowiska                                |         | Lufter Xhuveli (1941–)   | 21 lutego 2002 | 31 lipca 2002 |                   | Enwironmentalistyczna Partia Agrarna |
| 11 | Minister porządku publicznego i spraw wewnętrznych |         | Stefan Çipa (1959–)      | 21 lutego 2002 | 31 lipca 2002 |                   | Socjalistyczna Partia Albanii        |
| 12 | Minister obrony                                    |         | Luan Rama (1966–)        | 21 lutego 2002 | 31 lipca 2002 |                   | Socjalistyczna Partia Albanii        |
| 13 | Minister transportu                                |         | Maqo Lakrori (1948–)     | 21 lutego 2002 | 31 lipca 2002 |                   | Socjalistyczna Partia Albanii        |
| 14 | Minister sprawiedliwości                           |         | Spiro Peçi (1947–)       | 21 lutego 2002 | 31 lipca 2002 |                   | Partia Unii na rzecz Praw Człowieka  |
| 15 | Minister zdrowia                                   |         | Mustafa Xhani (1947–)    | 21 lutego 2002 | 31 lipca 2002 |                   | Socjalistyczna Partia Albanii        |
| 16 | Minister pracy i spraw społecznych                 |         | Skënder Gjinushi (1949–) | 21 lutego 2002 | 31 lipca 2002 |                   | Socjaldemokratyczna Partia Albanii   |
| 17 | Minister ds. lokalnych i decentralizacji           |         | Et’hem Ruka (1947–)      | 21 lutego 2002 | 31 lipca 2002 |                   | Socjalistyczna Partia Albanii        |
| 18 | Minister kultury, młodzieży i sportu               |         | Agron Tato (1949–)       | 21 lutego 2002 | 31 lipca 2002 |                   | Socjalistyczna Partia Albanii        |
| 19 | Minister gospodarki i prywatyzacji                 |         | Ermelinda Meksi (1957–)  | 21 lutego 2002 | 31 lipca 2002 |                   | Socjalistyczna Partia Albanii        |
| 20 | Minister stanu                                     |         | Ndre Legisi (1958–)      | 21 lutego 2002 | 31 lipca 2002 |                   | Socjalistyczna Partia Albanii        |